# Wspólnota administracyjna Schrobenhausen
Wspólnota administracyjna Schrobenhausen – wspólnota administracyjna (niem. Verwaltungsgemeinschaft) w Niemczech, w kraju związkowym Bawaria, w rejencji Górna Bawaria, w regionie Ingolstadt, w powiecie Neuburg-Schrobenhausen. Siedziba wspólnoty znajduje się w mieście Schrobenhausen, które jednak nie jest członkiem wspólnoty.
Wspólnota administracyjna zrzesza pięć gminy wiejskich (Gemeinde): 
- Berg im Gau, 1 212 mieszkańców, 22,61 km²
- Brunnen, 1 581 mieszkańców, 32,12 km²
- Gachenbach, 2 335 mieszkańców, 30,25 km²
- Langenmosen, 1 498 mieszkańców, 23,89 km²
- Waidhofen, 2 177 mieszkańców, 27,32 km²